# Lucy Collett
Lucy Victoria Collett (Warwick, Inglaterra; 3 de marzo de 1989), también conocida como Lucy V y Lucy Vixen, es una modelo de glamur y erótica británica.
Ganó el concurso "Page 3 Idols 2012" del diario The Sun, apareciendo con frecuencia como una de las chicas de la página tres del tabloide. Ha aparecido regularmente en revistas para hombres como Nuts, Zoo, Front, Loaded y Maxim. Además de su propio sitio web basado en suscripciones, ha modelado para sitios web eróticos como Suicide Girls, Pinup Wow, Onlytease, CurvedFX y Xtreme Playpen.
En mayo de 2013, la revista FHM la nombró una de las 100 mujeres más sexys del mundo, ubicándola en el 89.º puesto de la lista.

## Carrera
Asistió al Myton School de Warwick. Comenzó su carrera como modelo a los 17 años como modelo de peluquería para los salones Toni & Guy. En ese momento, comenzó a teñir su cabello castaño natural de rubio y, más tarde, su característico color rojo. En diciembre de 2011, a los 22 años, fue declarada ganadora del "Page 3 Idols 2012" de The Sun.
Su figura voluptuosa y cabello rojo han sido comparados con la actriz Christina Hendricks, reconocida por Mad Men, y con el símbolo sexual de dibujos animados Jessica Rabbit. The Sun llegó incluso a caracterizar a Collett como el personaje de Hendricks en Mad Men, Joan Holloway, paseando como tal por las calles de Londres para medir la reacción de los viandantes. Collett siempre ha intentado "enviar el mensaje de que no es necesario tener una talla seis para ser modelo", y promover una imagen corporal saludable para niñas y mujeres. En 2015, Collett decidió que estaba más feliz con una figura más completa que entonces, usando las etiquetas #curvemodel y #plus-size en su cuenta de Instagram al hacer alarde de sus curvas, apoyando con tal movimiento la positividad corporal.
Collett llegó a ser presentadora de a serie web de noticias y reseñas de juegos de la revista Nuts, llamada "Girl Got Game". En marzo de 2015, comenzó a presentar la serie web de la revista Zoo "Game On".

## Vida personal
El 19 de mayo de 2005, el hermano de Collett, Jacob, entonces de 17 años, fue agredido por otro adolescente tras un altercado en el exterior de un pub en Leamington. Sufrió una hemorragia cerebral y murió en el Hospital de Warwick al día siguiente. Posteriormente, su agresor fue declarado culpable de homicidio y fue condenado a seis años de prisión.